# Dowództwo Połączonych Sił Lądowych Europy Południowo-Wschodniej LANDSOUTHEAST
∅
Dowództwo Połączonych Sił Lądowych Europy Południowo-Wschodniej (ang. Allied Land Forces South-Eastern Europe – LANDSOUTHEAST)  – nieistniejące już jedno z dowództw taktyczno-operacyjnych NATO.

## Formowanie i zmiany organizacyjne
W kwietniu 1951 generał Dwight Eisenhower podpisał rozkaz powołujący Naczelne Dowództwo Połączonych Sił Sojuszniczych NATO w Europie (ACE). Obszar Europy podzielono na trzy teatry działań wojennych:
- Północnoeuropejski Teatr Działań Wojennych
- Centralny (Środkowoeuropejski) Teatr Działań Wojennych
- Południowoeuropejski Teatr Działań Wojennych

Konsekwencją rozkazu było powołanie Dowództwa Połączonych Sił Sojuszniczych Europy Południowej AFSOUTH. Nowo utworzone dowództwo przejęło kompetencje rozwiązanej Regionalnej Grupy Planowania Europy Południowej.

 W początkowym okresie pod dowództwo AFSOUTH podlegały dowództwa trzech komponentów: morskiego NAVSOUTH, powietrznego AIRSOUTH i lądowego LANDSOUTH. W lutym 1952 do NATO przystąpiły Grecja i Turcja. Spowodowało to utworzenie w składzie Południowego TDW kolejnego  dowództwa – Dowództwa Połączonych Sił Lądowych Europy Południowo-Wschodniej w Izmirze pod dowództwem amerykańskiego generała. Powodem wyznaczenia na dowódcę Amerykanina był brak porozumienia pomiędzy Grecją i Turcją w kwestii wyznaczenia głównodowodzącego z tych państw.

 W wyniku kolejnych zmian restrukturyzacyjnych związanych z wycofaniem się ze struktur wojskowych Francji, a następnie z czasowym zawieszeniem członkostwa przez rząd Grecji, od 1978 Dowództwem Połączonych Sił Lądowych Europy Południowo-Wschodniej LANDSOUTHEAST z siedzibą w Izmirze kierował  turecki generał. Dowództwu LANDSOUTHEAST podlegały trzy tureckie armie polowe. Dowództwo 1 Armii Polowej z siedzibą w Stambule odpowiadało za obronę europejskiej części Turcji i cieśniny czarnomorskie, a dowództwo 3 Armii Polowej z Erzincan odpowiadało za obronę wschodniej flanki, w tym granicy z ZSRR na Kaukazie. W sumie te trzy armie posiadały ponad 80 środków przenoszenia broni jądrowej (w tym wyrzutnie rakiet „Honest John”), około 4000 czołgów typu M47 Patton i M-48A, 3600 transporterów opancerzonych, ponad 3000 środków przeciwpancernych i około 1000 środków przeciwlotniczych. Lotnictwo wojsk lądowych posiadało w wyposażeniu 120 samolotów oraz ponad 220 śmigłowców bojowych i wielozadaniowych.
W 1999 Dowództwo Połączonych Sił Lądowych Europy Południowo-Wschodniej LANDSOUTHEAST miało być przekształcone w Połączone Dowództwo Południowy-Wschód JCSOUTHEAST i stacjonować nadal w Izmirze. Dowództwa jednak nie utworzono.

 Na początku XXI w. w Izmirze funkcjonowało Dowództwo Sojuszniczych Sił Powietrznych (AC) rozwiązane przy okazji kolejnej reformy systemu dowodzenia NATO

 W 2012 utworzono w Izmirze dowództwo wojsk lądowych – HQ LANDCOM

## Struktura LANDSOUTHEAST
W 1989
| Nazwa polska                                        | Skrót/nazwa turecka | Garnizon |
| --------------------------------------------------- | ------------------- | -------- |
| Dowództwo Sił Lądowych Europy Południowo-Wschodniej | LANDSOUTHEAST       | Izmir    |
| turecka 1 Armia Polowa                              | 1. Ordu             | Stambuł  |
| turecka 2 Armia Polowa                              | 2. Ordu             | Malatya  |
| turecka 3 Armia Polowa                              | 3. Ordu             | Erzincan |